# Jack Youssef
Jack Youssef CM (ur. 22 listopada 1971 w Teheranie) – irański duchowny rzymskokatolicki, członek Zgromadzenia Księży Misjonarzy, administrator apostolski sede vacante archidiecezji isfahanu 2015–2021 (od 2021 archidiecezji teherańsko-isfahańskiej).

## Życiorys
Urodził się 22 listopada 1971 w Teheranie. Studiował inżynierię komputerową ze specjalizacją „Sztuczne Inteligencje”. W latach 1990–1999 był profesorem matematyki w Liceum. W 1999 wstąpił do międzydiecezjalnego seminarium duchownego w Awinionie, a następnie ukończył cykl instytucjonalny na wydziale ojców Jezuitów w Paryżu, uzyskując tytuł magistra teologii fundamentalnej. W 11 września 2002 został przyjęty do Zgromadzenia Księży Misjonarzy. Śluby wieczyste złożył 11 września 2002. Święcenia prezbiteratu otrzymał 1 lipca 2005 w katedrze Matki Bożej Pocieszenia w Teheranie z rąk Ignazio Bediniego SDB, arcybiskupa isfahanu.
Po święceniach pełnił następujące funkcje: 2006–2010: delegat ds. formacji kapłańskiej w chaldejskiej archidiecezji Teheranu; od 2007: przełożony Zgromadzenia Księży Misjonarzy w Iranie i dyrektor krajowy Papieskich Stowarzyszeń Misyjnych; od 2010: proboszcz parafii Santa Maria w Teheranie; od 2011: prezes dwóch utworzonych przez siebie fundacji uznanych przez Konferencję Episkopatu Iranu.
20 stycznia 2015 papież Franciszek mianował go administratorem apostolskim sede vacante archidiecezji isfahanu (od 2021 archidiecezji teherańsko-isfahańskiej). 8 stycznia 2021 papież Franciszek prekonizował ojca Dominique Mathieu OFMConv, arcybiskupem teherańsko-isfahańskim. Do czasu objęcia archidiecezji przez nominata, które nastąpiło w listopadzie 2021, pełnił funkcję administratora apostolskiego.